# Une fois avant de mourir
Une fois avant de mourir (Once Before I Die) est un film américain réalisé par John Derek et sorti en 1966. Le film a été un échec commercial.

## Synopsis
Peu de temps après l'attaque de Pearl Harbor, les Japonais attaquent les îles Philippines. Un groupe de soldats du 26e régiment de cavalerie (États-Unis) et leurs familles sont surpris alors qu'ils sont en train de faire une partie de polo.
Le major Bailey ordonne à sa fiancée suisse Alex de quitter le pays, promettant de la retrouver à San Francisco. Bailey ramène ses hommes à Manille, mais les routes sont encombrées de fugitifs.

## Fiche technique
- Titre alternatif : No Toys for Christmas
- Réalisation : John Derek
- Scénario : 	Vance Skarstedt, d'après le roman Quit for the Next du Lieutenant Anthony March[2]
- Producteurs : John Derek, Wray Davis
- Production : F8 Productions
- Genre : Film de guerre[3]
- Photographie : Arthur E. Arling
- Distributeur : Warner Bros./Seven Arts Pictures
- Durée : 97 minutes
- Date de sortie : décembre 1966
- Affiche : Raymond Elseviers (Belgique)

## Distribution
- Ursula Andress :  Alex
- John Derek : Bailey
- Richard Jaeckel : Lt. Custer
- Ron Ely : Captaine
- Rod Lauren : un soldat
- Vance Skarstedt
- Allen Pinson
- Greg Martin
- Renato Robles
- Fred Galang
- Andres Centenera
- Rod Francisco
- Nello Nayo
- Mario Taquibulos
- Eva Vivar